# Cá vược mõm nhọn
Cá vược mõm nhọn hay cá vược biển Waigeo (danh pháp hai phần: Psammoperca waigiensis) là một loài cá biển trong họ Latidae của bộ Perciformes. Là loài duy nhất của chi Psammoperca, nó cũng là bản địa của vùng nước duyên hải nhiệt đới/cận nhiệt đới từ vịnh Bengal về phía nam tới Indonesia và miền bắc Úc, cũng như về phía bắc tới Philippines cùng Biển Đông và Nhật Bản.
Cá vược mõn nhọn có chiều dài tối đa đạt 47 cm (19 inch) với màu sắc bề ngoài là ánh nâu hay xám thép, đôi khi với các sọc trắng ngang trên thân. Với thân hình điển hình của cá dạng centropomid, nó có thể phân biệt được với cá chẽm (Lates calcarifer) trong cùng vùng sinh sống bởi các lỗ mũi rộng và hàm trên ngắn hơn, không kéo dài về phía sau xa hơn phần mắt (màu hơi đỏ).
Cá vược mõm nhọn sinh sống chủ yếu giữa các tảng đá hay các rạn san hô, ưa thích các vùng nước nhiều thực vật. Nó là loài cá săn mồi ban đêm, với thức ăn chủ yếu là động vật giáp xác hay cá nhỏ và chúng ẩn nấp vào ban ngày.
Tên gọi cá vược biển Waigeo lấy theo tên đảo Waigeo ở Indonesia. Tên gọi khoa học của chi Psammoperca có nguồn gốc từ tiếng Hy Lạp ψάμμος (cát) và πέρκη (cá vược).